# 阿根廷衛生部
阿根廷卫生部（西班牙语：Ministerio de Salud）是阿根廷的一個政府部門，负责监督、制定和协调阿根廷国家的公共卫生政策。该部负责监督阿根廷高度分散的全民保健系统，根据2000年的数据，该系统为全国一半以上的人口提供服务。

## 外部連結
- Official website of the Ministry of Health （页面存档备份，存于）